# Eltchin Yusubov
 (avril 2025).
Eltchin Yusubov (Elçin Mustafa oğlu Yusubov né le 8 août 1975) est un  représentant spécial du Président de la République d'Azerbaïdjan dans la ville de Khankendi, les districts d'Aghdara et de Khodjaly, président du conseil de surveillance de l'entité juridique publique « Service de reconstruction, de construction et de gestion dans la ville de Khankendi, les districts d'Aghdara et de Khodjaly ».

## Biographie
Eltchin Mustafa oglu Yusubov est né le 8 août 1975. En 1996, il est diplômé de l'Institut de gestion de l'économie nationale d'Azerbaïdjan avec un diplôme d'organisateur de gestion, et en 1998, il est diplômé de l'Institut d'économie d'État d'Azerbaïdjan avec un diplôme d'économiste de crédit.

## Activité
Il occupe divers postes dans le secteur privé, au Ministère du Commerce de la République d'Azerbaïdjan, au Ministère du Développement économique de la République d'Azerbaïdjan, à l'Agence d'État de normalisation, de métrologie et de brevets de la République d'Azerbaïdjan, au Comité des biens de l'État pour la gestion des biens de l'État de la République d'Azerbaïdjan et au Département de la réserve historique et architecturale de l'État « Icheri Sheher » près du Cabinet des ministres de la République d'Azerbaïdjan.
Il travaille comme directeur général adjoint, premier directeur général adjoint, directeur général et chef du département des recettes locales de la ville de Bakou, près du ministère des impôts de la République d'Azerbaïdjan.
Par décret du Président de la République d'Azerbaïdjan en date du 13 mai 2020, il est nommé chef adjoint du Service d'État pour les questions immobilières auprès du ministère de l'Économie. Il occupe ce poste jusqu’au 7 mars 2024.
Par décret du Président de la République d'Azerbaïdjan en date du 7 mars 2024, le représentant spécial du Président de la République d'Azerbaïdjan est nommé dans la ville de Khankendi, les régions d'Aghdara et de Khojaly.

## Récompenses
Médaille « Pour distinction dans la fonction publique » 11 février 2020.